# Parantica commixta
Parantica commixta är en fjärilsart som beskrevs av James John Joicey och Talbot 1916. Parantica commixta ingår i släktet Parantica och familjen praktfjärilar. Inga underarter finns listade i Catalogue of Life.